# Christina Simon
Christina Simon (właściwie Christina Wolf, z domu Ganahl, znana również jako Anne-Christie i Ina Wolf, ur. 9 października 1954 w Lochau) – austriacka wokalistka jazzowa, kompozytorka i autorka tekstów, reprezentantka Austrii na Konkursie Piosenki Eurowizji 1979.

## Życiorys
Karierę muzyczną rozpoczęła w roku 1973. W 1977 poznała wiedeńskiego muzyka Petera Wolfa i rozpoczęła z nim współpracę. W 1979 telewizja Österreichischer Rundfunk wybrała ją reprezentantką Austrii na Konkursie Piosenki Eurowizji 1979 w Jerozolimie, wystąpiła z utworem Heute in Jerusalem skomponowanym przez Wolfa. Zajęła ostatnie, osiemnaste miejsce (ex aequo z reprezentantką Belgii), zdobywając 5 punktów. Mimo słabego rezultatu nagrała wersję piosenki w języku angielskim. Wyjechała następnie do Stanów Zjednoczonych, gdzie wzięła ślub z Peterem Wolfem i przyjęła jego nazwisko. Wydała z nim trzy albumy i współpracowała z nim przy produkcji albumów m.in. Kenny’ego Logginsa, Paula Younga, Sérgia Mendesa, Lou Gramma, Natalie Cole, Nika Kershawa czy zespołów Chicago i The Pointer Sisters. Jest współautorką utworu Sara zespołu Starship. W 1994 wróciła do Austrii, gdzie rozstała się z Peterem. Założyła zespół jazzowy Ina Wolf & Band. Pisała teksty piosenek dla m.in. Thomasa Andersa, Joany Zimmer czy zespołu Preluders.

## Dyskografia
Albumy:
- Meine Bilder (1973) jako Christina Simon
- Sehnsucht Nach Der Heimat (1979) jako Christina Ganahl
- Meine Heimat Sind Die Berge jako Christina Ganahl
- Cultureshocked (1982) z Peterem Wolfem
- Wolf & Wolf (1984) z Peterem Wolfem
- Vienna (1989) z Peterem Wolfem

Single:
- Es Gibt Keinen Weg (1973) jako Anne-Christie
- Sha-La-La (1974) jako Anne-Christie
- Die Welt Ist Wundervoll (1975) jako Christina Simon
- Hirte Der Zärtlichkeit (1975) jako Christina Simon
- Heute In Jerusalem (1979) jako Christina Simon
- Pink Mink (1982) z Peterem Wolfem
- Don’t Take The Candy (1984) z Peterem Wolfem
- Talk Of The Town / War Of Nerves (1984) z Peterem Wolfem